# Skimarathon-Europameisterschaften

Logo

Die Skimarathon-Europameisterschaften (offiziell European Ski Marathon Championships) ist eine Offene Europameisterschaft im Skimarathon, wird seit 2010 jährlich ausgetragen und vom Europäischen Skimarathon Verband veranstaltet.

## Geschichte
Die Europameisterschaft wurde von 2010 bis 2012 an zwei verschiedenen Orte und ab 2013 wird sie nur noch an einem Ort veranstaltet.

## Reglement

### Rennen & Länge
Die Europameisterschaft besteht aus zwei Wertungsrennen. Sie wird in klassischer (CT) und freier Technik (FT) gelaufen. Die zwei Wertungsrennen werden zusammenaddiert. Ein Rennen muss mindestens 42 km betragen und das zweite soll mindestens 30 km betragen. Die maximale Länge von 50 km soll nicht übersteigen.

### Lizenz
Es dürfen nur Athleten an der Europameisterschaft teilnehmen, die die EUC-Lizenz besitzen außerdem müssen sie im Besitz einer gültigen Lizenz ist (Euroloppet Pass) und das 18. Lebensjahr bis zum 1. Januar des Veranstaltungsjahres vollendet haben.

### Titelvergabe
Die Titelvergabe bestehen aus zwei Rennen:
- EM Einzelwertung Damen dazu Klassenwertung

(Jun, D21, D31, D36, D41 usw.)
- EM Einzelwertung Herren dazu Klassenwertung

(Jun, H21, H31, H36, H41 usw.)
- EM Teamwertung

(4 Teammitglieder- die 3 Besten werden gewertet)
Es werden Trophäen und Medaillen
- Damen Platz 1 bis 3

Ski Marathon EM Trophäen & Medaillen: Gold, Silber, Bronze
- Herren Platz 1 bis 3

Ski Marathon EM Trophäen & Medaillen: Gold, Silber, Bronze
- TeamPlatz 1 bis 3

Ski Marathon EM Trophäen & Medaillen:
Gold, Silber, Bronze, je Mannschaftsläufer
Klassenwertung: Sieger Medaillen für jede Klasse (Damen und Herren)
Gold, Silber, Bronze

### Startaufstellung
Die Startaufstellung wird wie folgt geregelt:
Für das erste Rennen stehen die 15 besten Herren und die 5 besten Damen der Endwertung der Europameisterschaft des Vorjahres in der EM Elite Reihe. Für das zweite Rennen stehen die 15 besten Herren und die 5 besten Damen nach dem ersten Rennen in der EM Elite Reihe.

## Austragungsorte
| Jahr   | Austragungsort(e)             |
| ------ | ----------------------------- |
| 2010   | Koasalauf/Skadi Loppet        |
| 2011   | Biela Stopa/Transjurassienne  |
| 2012   | Koasalauf/Šumavský Skimaraton |
| 2013   | Gsieser-Tal-Lauf              |
| 2014   | Ausgefallen                   |
| 2015   | Skadi Loppet                  |
| 2016   | Marxa Beret                   |
| 2017   | Vuokatti Hiihto               |
| 2018   | Gommerlauf                    |
| 2019   | Marathon de Bessans           |
| 2020   | Ganghoferlauf                 |
| 2022 1 | Engelbrektsloppet (abgesagt)  |
| 2023   | Biela Stopa                   |
| 2024   | Dachsteinlauf                 |
| 2025   | Ganghoferlauf                 |